# Dr. Strange (1978)
Dr. Strange é um filme de super-herói americano feito para televisão em 1978, baseado no personagem homônimo da editora Marvel Comics, co-criado por Steve Ditko e Stan Lee. Philip DeGuere dirigiu o filme e o escreveu especificamente para a televisão, e produziu o filme junto com Alex Beaton e Gregory Hoblit. Stan Lee serviu como consultor no filme, que foi criado como piloto para uma proposta de série televisiva.

## Elenco
- Peter Hooten como Dr. Stephen Strange
- Jessica Walter como Morgan Le Fay
- Eddie Benton como Clea Lake
- Clyde Kusatsu como Wong
- Philip Sterling como Dr. Frank Taylor
- John Mills como Lindmer
- June Barrett como Sarah
- Sarah Rush como uma enfermeira
- Diana Webster como uma enfermeira chefe
- Bob Delegall como uma estagiária
- Larry Anderson como um feiticeiro
- Blake Marion como um chefe de departamento
- Lady Rowlands como Senhorita Sullivan
- Inez Pedroza como uma locutora
- Michael Clark como um motorista de táxi
- Frank Catalano como Orderly
- Michael Ansara dando voz ao Ancião
- Ted Cassidy dando voz ao Demônio Balzaroth
- David Hooks dando voz ao Nameless One